# Патмос (град)
Патмос (грч. Πάτμος), је административни центар истоименог острва Патмос у Грчкој.

## Карактеристике
Налази се на јужном делу острва, удаљена неколико километара јужно од Скале, највећег острвског насеља и главне луке.
Патмос је мали град од свега 625 становника.
Старо насеље Хоре, садржи многе религијске и секуларне зграде.
Почев од 13. века, град је проширен новим четвртима. У 15. веку изграђене су насеља за расељене из Цариграда и у 17. веку за досељенике са Крита. 
Као трговачки центар, град је значајно напредовао за време отоманске окупације о чему сведоче куће трговаца из касног 16. и 17. века. Град обилује низом малих цркви које углавном датирају из 17. и 18. века.

## Назив
Познат је и под именом Хора Патмоса (грч. Χώρα της Πάτμου) због значења речи хора која на грчким острвима значи главни.
Једно је од ретких грчких градова у коме се још од 12. века, одржала вера и традиционални обичаји. Још од ранохришћанских времена представља ходочасно и посебно магично место.

## Историја
Старо насеље Хоре, садржи многе религијске и секуларне зграде.
Почев од 13. века, град је проширен новим четвртима. У 15. веку изграђене су насеља за расељене из Цариграда и у 17. веку за досељенике са Крита.
Као трговачки центар, град је значајно напредовао за време отоманске окупације о чему сведоче куће трговаца из касног 16. и 17. века. Град обилује низом малих цркви које углавном датирају из 17. и 18. века.
Становништво острва повећало се након пада Констатинополиса када су расељњни масовно населили острво.

## Привреда
Главна економска активност насеља је туризам уз нешто пољопривреде. Познато је верско средиште Додеканеза, у које долазе бројни ходочасници.
Иако је место мало, има доста трговина, коноба, ресторана, барова, кафића и малих хотела.

## Значајни староседеоци
- Архимандрит Платон Аивазидис (грч. Πλατων Αιβαζιδης; 1850-1921) - грчки свештеник и научник, обешен од стране Турака у септембру 1921. године, заједно са осталих 69 грчких свештеника и старешина Понта .
- Хадзопулос Јоргос (грч. Γεωργιος Χατζοπουλος Патмос 1859.-Атина 1935) - грчки сликар и рестауратор крајем 19. - почетком 20. века.
- Лак Роберт (1915 - 2000) - амерички песник који је последње године живота провео Патмосу.

## Значај
Патмос се од 1999. године, заједно са Манастиром Јована Богослова и Пећином Апокалипсе, налази на листи Светске баштине УНЕСКА.